# Пјеве ди Санта Луче (Пиза)
Пјеве ди Санта Луче је насеље у Италији у округу Пиза, региону Тоскана.
Према процени из 2011. у насељу је живело 97 становника. Насеље се налази на надморској висини од 146 м.